# Quissac-en-Quercy
Quissac-en-Quercy (vor 2024 Quissac) ist eine französische Gemeinde mit 106 Einwohnern (Stand: 1. Januar 2022) im Département Lot in der Region Okzitanien (bis 2015 Midi-Pyrénées). Sie gehört zum Arrondissement Figeac und zum Kommunalverband Grand-Figeac.

## Geografie
Die Gemeinde Quissac-en-Quercy liegt im Regionalen Naturpark Causses du Quercy, etwa 25 Kilometer westlich von Figeac. Wälder und steinige Trockenrasen dominieren das 25,17 km² große Gemeindegebiet, das wegen der kalkhaltigen Böden keine oberirdischen Fließgewässer aufweist. Zur Gemeinde zählen die Ortsteile Chayre, Coursac, Le Mas und Lespinasse. Umgeben wird Quissac-en-Quercy von den Nachbargemeinden Durbans im Norden, Espédaillac im Osten, Blars im Süden, Sénaillac-Lauzès im Südwesten, Caniac-du-Causse im Westen sowie Cœur de Causse im Nordwesten.

## Bevölkerungsentwicklung
| Jahr      | 1962 | 1968 | 1975 | 1982 | 1990 | 1999 | 2005 | 2018 |
| Einwohner | 106  | 115  | 89   | 95   | 87   | 106  | 117  | 110  |

Im Jahr 1851 wurde mit 519 Bewohnern die bisher höchste Einwohnerzahl ermittelt. Die Zahlen basieren auf den Daten von cassini.ehess.fr und INSEE.

## Sehenswürdigkeiten

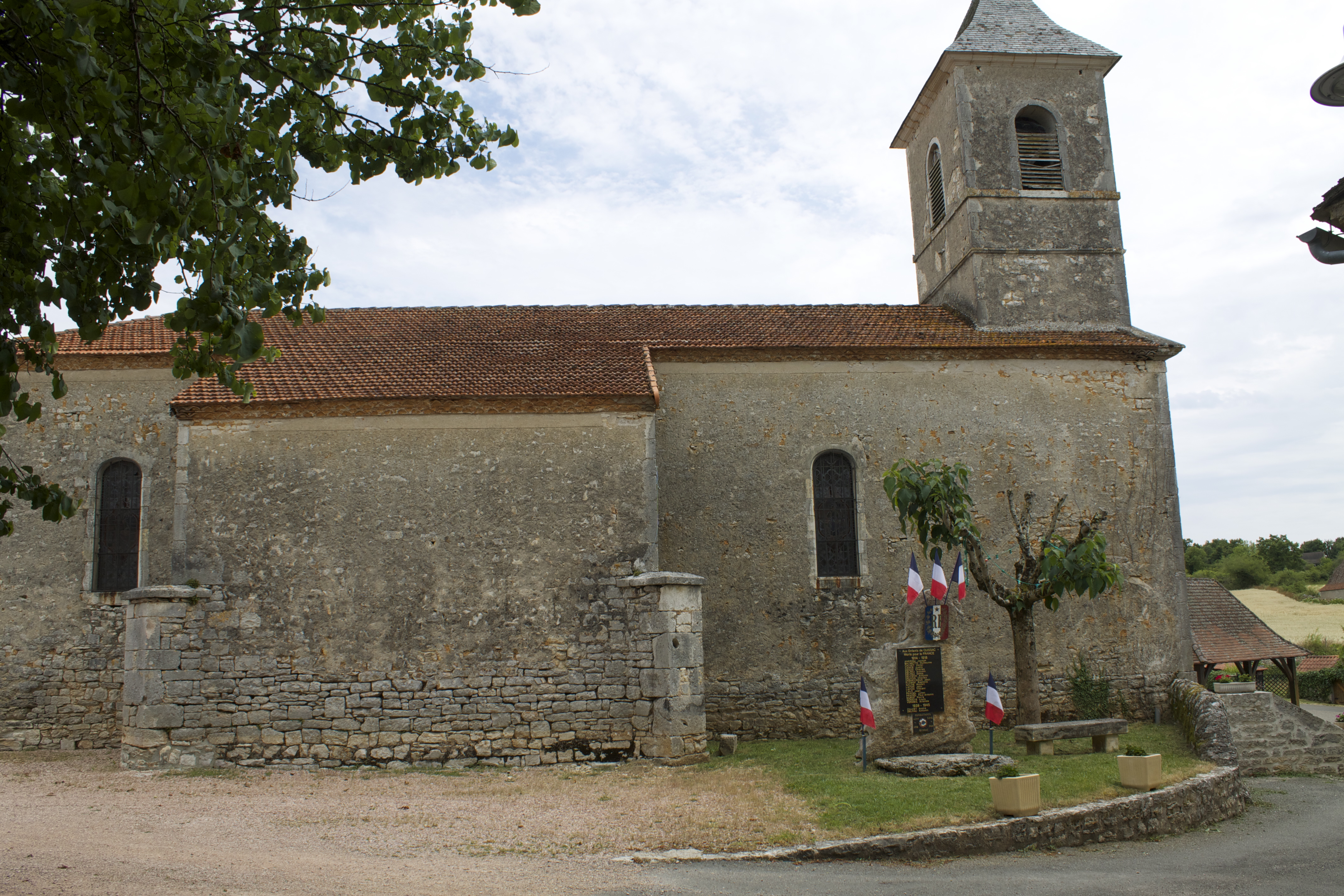
Kirche Saint-Gilles
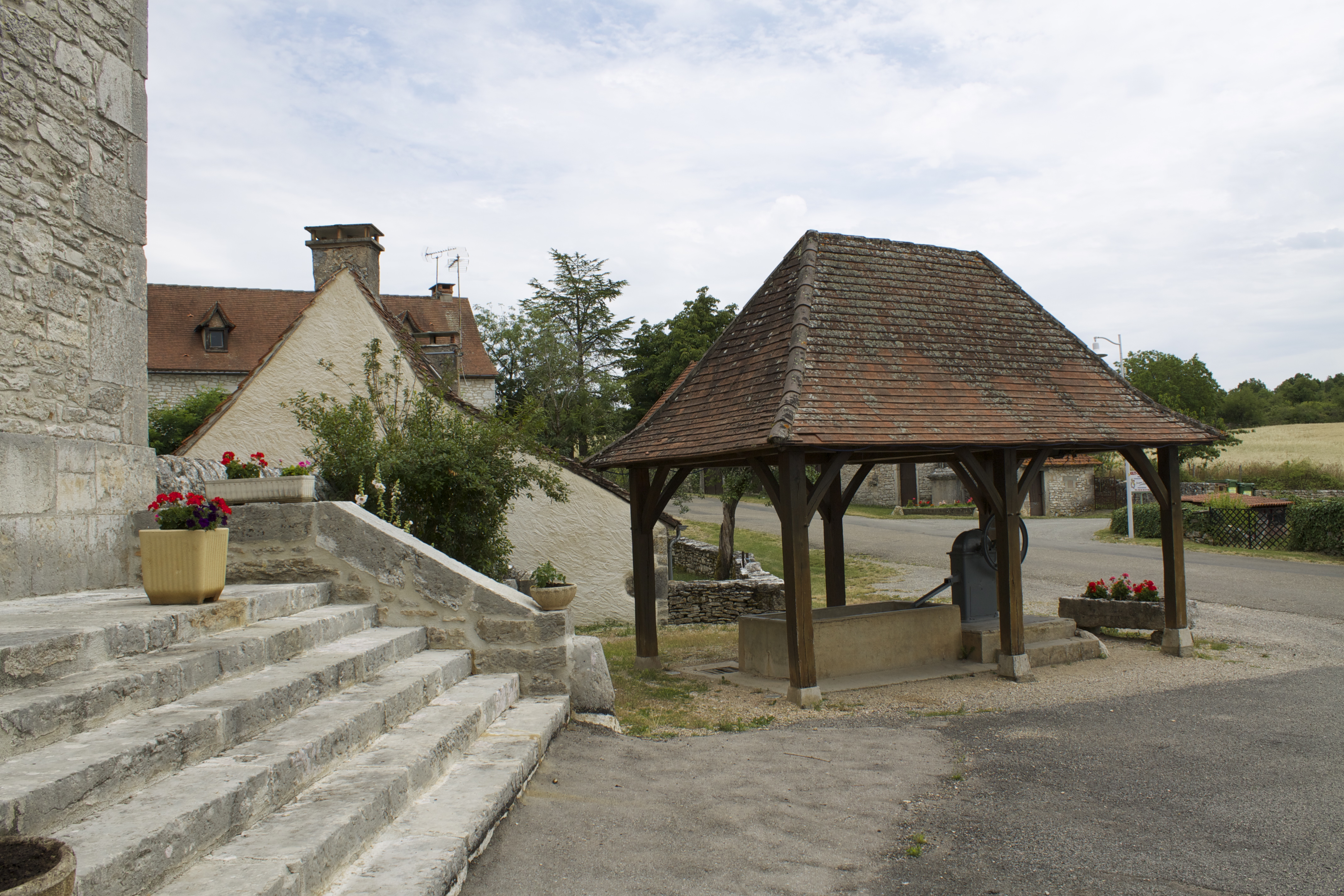
Lavoir

- Kirche Saint-Gilles
- Lavoir

## Wirtschaft und Infrastruktur
In Quissac-en-Quercy sind acht Landwirtschaftsbetriebe ansässig (Rinder-, Ziegen- und Schafzucht).
Quissac-en-Quercy liegt abseits der überregional wichtigen Verkehrsachsen. Mit den Nachbargemeinden ist Quissac-en-Quercy nur durch schmale Landstraßen verbunden. 18 Kilometer westlich von Quissac-en-Quercy besteht ein Anschluss an die Autoroute A20 von Paris nach Toulouse.

## Belege
1. ↑  Quissac-en-Quercy auf cassini.ehess.fr
2. ↑  Quissac-en-Quercy auf insee.fr
3. ↑  Landwirtschaftsbetriebe auf annuaire-mairie.fr (französisch)